# Кожеед Шеффера
Кожеед Шеффера (лат. Attagenus schaefferi) — вид жуков из семейства кожеедов.

## Описание
Жуки чёрной окраски длиной 2,5-5,5 мм. Усики состоят из 10 члеников. У самцов последний членик усиков в 1,5-2 раза длиннее всех других члеников, у самок его длина примерно равна общей длине 8 и 9-го члеников. Брюшко покрыто чёрными волосками. От коврового кожееда отличается притуплённой вершиной надкрыльев. У личинок старших возрастов на конце брюшка имеется кисточка из волосков.

## Биология
В природных условиях населяют лесные местообитания, личинки встречаются в гнёздах птиц. Изредка встречается на элеваторах, зернохранилищах и музеях, питаются зерном, иногда мертвыми насекомыми. Существенного экономического значения не имеет.

## Классификация
Выделяют три подвида:
- Attagenus schaefferi hypar Beal, 1970
- Attagenus schaefferi schaefferi (Herbst, 1792)
- Attagenus schaefferi spurcus LeConte, 1854

## Распространение
Распространение почти космополитное.